# بيتي هيوز
بيتي هيوز (بالإنجليزية: Bettie Hewes)‏‏ (12 مارس 1921 في برامبتون - 6 نوفمبر 2001 في بروكفيل، أونتاريو) سياسية من كندا.